# Aulonocara
Aulonocara is een geslacht van straalvinnige vissen uit de familie van de Cichlidae (Cichliden). De soorten zijn endemisch in het Malawimeer in Oost-Afrika. 

## Soorten
- Aulonocara aquilonium Konings, 1995
- Aulonocara auditor (Trewavas, 1935)
- Aulonocara baenschi Meyer & Riehl, 1985
- Aulonocara brevinidus Konings, 1995
- Aulonocara brevirostre (Trewavas, 1935)
- Aulonocara ethelwynnae Meyer, Riehl & Zetzsche, 1987
- Aulonocara gertrudae Konings, 1995
- Aulonocara guentheri Eccles, 1989
- Aulonocara hansbaenschi Meyer, Riehl & Zetzsche, 1987
- Aulonocara hueseri Meyer, Riehl & Zetzsche, 1987
- Aulonocara jacobfreibergi (Johnson, 1974)
- Aulonocara kandeensis Tawil & Allgayer, 1987
- Aulonocara koningsi Tawil, 2003
- Aulonocara korneliae Meyer, Riehl & Zetzsche, 1987
- Aulonocara maylandi Trewavas, 1984
- Aulonocara nyassae Regan, 1922
- Aulonocara rostratum Trewavas, 1935
- Aulonocara saulosi Meyer, Riehl & Zetzsche, 1987
- Aulonocara steveni Meyer, Riehl & Zetzsche, 1987
- Aulonocara stonemani (Burgess & Axelrod, 1973)
- Aulonocara stuartgranti Meyer & Riehl, 1985
- Aulonocara trematocephalum (Boulenger, 1901)